# Formuła 2 – Red Bull Ring 2018
Runda Formuły 2 na torze Red Bull Ring – runda szósta mistrzostw Formuły 2 w sezonie 2018.

## Wyniki

### Sesja treningowa
| Nr | Kierowca       | Konstruktor    | Czas     | Okr. |
| -- | -------------- | -------------- | -------- | ---- |
| 8  | George Russell | ART Grand Prix | 1:14,159 | 27   |

### Kwalifikacje
Źródło: motorsport.com
| Poz. | Nr | Kierowca            | Konstruktor                     | Czas     | Poz. s. |
| ---- | -- | ------------------- | ------------------------------- | -------- | ------- |
| 1    | 8  | George Russell      | ART Grand Prix                  | 1:13,541 | 1       |
| 2    | 19 | Lando Norris        | Carlin                          | 1:13,779 | 2       |
| 3    | 18 | Sérgio Sette Câmara | Carlin                          | 1:13,823 | 3       |
| 4    | 7  | Jack Aitken         | ART Grand Prix                  | 1:13,961 | 4       |
| 5    | 16 | Arjun Maini         | Trident                         | 1:13,999 | 5       |
| 6    | 11 | Maximilian Günther  | BWT Arden                       | 1:14,014 | 6       |
| 7    | 20 | Louis Delétraz      | Charouz Racing System           | 1:14,104 | 7       |
| 8    | 5  | Alexander Albon     | DAMS                            | 1:14,115 | 8       |
| 9    | 4  | Nyck de Vries       | Petramina Prema Theodore Racing | 1:14,171 | 9       |
| 10   | 2  | Tadasuke Makino     | Russian Time                    | 1:14,201 | 10      |
| 11   | 14 | Luca Ghiotto        | Campos Vexatec Racing           | 1:14,309 | 11      |
| 12   | 9  | Roberto Merhi       | MP Motorsport                   | 1:14,323 | 12      |
| 13   | 21 | Antonio Fuoco       | Charouz Racing System           | 1:14,330 | 13      |
| 14   | 17 | Santino Ferrucci    | Trident                         | 1:14,334 | 14      |
| 15   | 3  | Sean Gelael         | Petramina Prema Theodore Racing | 1:14,363 | 15      |
| 16   | 10 | Ralph Boschung      | MP Motorsport                   | 1:14,389 | 16      |
| 17   | 12 | Nirei Fukuzumi      | BWT Arden                       | 1:14,400 | 17      |
| 18   | 1  | Artiom Markiełow    | Russian Time                    | 1:14,589 | 18      |
| 19   | 6  | Nicholas Latifi     | DAMS                            | 1:14,700 | 19      |
| 20   | 15 | Roy Nissany         | Campos Vexatec Racing           | 1:15,436 | 20      |
| Poz. | Nr | Kierowca            | Konstruktor                     | Czas     | Poz. s. |

### Główny wyścig

#### Wyścig
Źródło: motorsport.com
| P                 | + / –     | Nr | Kierowca            | Konstruktor                     | Okr. | Czas / Strata | Komentarz |
| ----------------- | --------- | -- | ------------------- | ------------------------------- | ---- | ------------- | --------- |
| 1                 | Bez zmian | 8  | George Russell      | ART Grand Prix                  | 40   | 56:16,865     |           |
| 2                 | Bez zmian | 19 | Lando Norris        | Carlin                          | 40   | +0:05,313     |           |
| 3                 | 10        | 21 | Antonio Fuoco       | Charouz Racing System           | 40   | +0:09,633     |           |
| 4                 | 8         | 9  | Roberto Merhi       | MP Motorsport                   | 40   | +0:11,796     |           |
| 5                 | 3         | 5  | Alexander Albon     | DAMS                            | 40   | +0:14,643     |           |
| 6                 | 3         | 18 | Sérgio Sette Câmara | Carlin                          | 40   | +0:16,900     |           |
| 7                 | 3         | 2  | Tadasuke Makino     | Russian Time                    | 40   | +0:18,834     |           |
| 8                 | 10        | 1  | Artiom Markiełow    | Russian Time                    | 40   | +0:24,690     |           |
| 9                 | 8         | 12 | Nirei Fukuzumi      | BWT Arden                       | 40   | +0:25,528     |           |
| 10                | 4         | 17 | Santino Ferrucci    | Trident                         | 40   | +0:26,585     |           |
| 11                | 8         | 6  | Nicholas Latifi     | DAMS                            | 40   | +0:27,406     |           |
| 12                | 1         | 14 | Luca Ghiotto        | Campos Vexatec Racing           | 40   | +0:29,485     |           |
| 13                | 2         | 3  | Sean Gelael         | Petramina Prema Theodore Racing | 40   | +0:37,135     |           |
| 14                | 9         | 16 | Arjun Maini         | Trident                         | 40   | +0:39,355     |           |
| 15                | 9         | 11 | Maximilian Günther  | BWT Arden                       | 40   | +0:49,153     | [ a ]     |
| Niesklasyfikowani |           |    |                     |                                 |      |               |           |
|                   |           | 20 | Louis Delétraz      | Charouz Racing System           | 32   | +8 okr.       | silnik    |
|                   |           | 7  | Jack Aitken         | ART Grand Prix                  | 19   | +21 okr.      | silnik    |
|                   |           | 4  | Nyck de Vries       | Petramina Prema Theodore Racing | 7    | +33 okr.      | opona     |
|                   |           | 10 | Ralph Boschung      | MP Motorsport                   | 4    | +36 okr.      | mechanika |
|                   |           | 15 | Roy Nissany         | Campos Vexatec Racing           | 3    | +37 okr.      | wypadek   |
| P                 | + / –     | Nr | Kierowca            | Konstruktor                     | Okr. | Czas / Strata | Komentarz |

Uwagi
1. ↑  Maximilian Günther został ukarany 20-sekundową karą czasową za niebezpieczny wyjazd.

#### Najszybsze okrążenie
| Nr | Kierowca         | Konstruktor  | Czas     | Okr. |
| -- | ---------------- | ------------ | -------- | ---- |
| 1  | Artiom Markiełow | Russian Time | 1:17,062 | 38   |

### Sprint

#### Wyścig
Źródło: motorsport.com
| P                 | + / –     | Nr | Kierowca            | Konstruktor                     | Okr. | Czas / Strata | Komentarz |
| ----------------- | --------- | -- | ------------------- | ------------------------------- | ---- | ------------- | --------- |
| 1                 | Bez zmian | 1  | Artiom Markiełow    | Russian Time                    | 28   | 36:41,950     |           |
| 2                 | 6         | 8  | George Russell      | ART Grand Prix                  | 28   | +0:05,600     |           |
| 3                 | Bez zmian | 18 | Sérgio Sette Câmara | Carlin                          | 28   | +0:08,543     |           |
| 4                 | 2         | 21 | Antonio Fuoco       | Charouz Racing System           | 28   | +0:17,188     |           |
| 5                 | 1         | 5  | Alexander Albon     | DAMS                            | 28   | +0:17,925     |           |
| 6                 | 4         | 2  | Tadasuke Makino     | Russian Time                    | 28   | +0:22,580     |           |
| 7                 | 3         | 17 | Santino Ferrucci    | Trident                         | 28   | +0:24,580     |           |
| 8                 | 3         | 6  | Nicholas Latifi     | DAMS                            | 28   | +0:27,286     |           |
| 9                 | Bez zmian | 12 | Nirei Fukuzumi      | BWT Arden                       | 28   | +0:28,046     |           |
| 10                | 4         | 16 | Arjun Maini         | Trident                         | 28   | +0:28,665     |           |
| 11                | 4         | 19 | Lando Norris        | Carlin                          | 28   | +0:30,190     |           |
| 12                | 3         | 11 | Maximilian Günther  | BWT Arden                       | 28   | +0:30,800     |           |
| 13                | 1         | 14 | Luca Ghiotto        | Campos Vexatec Racing           | 28   | +0:32,189     |           |
| 14                | 4         | 4  | Nyck de Vries       | Petramina Prema Theodore Racing | 28   | +0:32,953     |           |
| 15                | 4         | 10 | Ralph Boschung      | MP Motorsport                   | 28   | +0:36,952     |           |
| 16                | 11        | 9  | Roberto Merhi       | MP Motorsport                   | 28   | +0:38,895     |           |
| 17                | 3         | 15 | Roy Nissany         | Campos Vexatec Racing           | 28   | +0:44,100     |           |
| 18                | 1         | 7  | Jack Aitken         | ART Grand Prix                  | 28   | +0:44,249     |           |
| Niesklasyfikowani |           |    |                     |                                 |      |               |           |
|                   |           | 20 | Louis Delétraz      | Charouz Racing System           | 23   | +5 okr.       | kolizja   |
|                   |           | 3  | Sean Gelael         | Petramina Prema Theodore Racing | 22   | +6 okr.       | opona     |
| P                 | + / –     | Nr | Kierowca            | Konstruktor                     | Okr. | Czas / Strata | Komentarz |

#### Najszybsze okrążenie
| Nr | Kierowca         | Konstruktor  | Czas     | Okr. |
| -- | ---------------- | ------------ | -------- | ---- |
| 1  | Artiom Markiełow | Russian Time | 1:17,365 | 6    |

## Klasyfikacja po zakończeniu rundy

### Kierowcy
| P  | +/− | Kierowca            | Starty | Punkty | P1 | P2 | P3 | PP | NO | NS |
| -- | --- | ------------------- | ------ | ------ | -- | -- | -- | -- | -- | -- |
| 1  | +1  | George Russell      | 12     | 132    | 4  | 1  | –  | 2  | 2  | 2  |
| 2  | −1  | Lando Norris        | 12     | 122    | 1  | 1  | 3  | 1  | 1  | –  |
| 3  | +2  | Artiom Markiełow    | 12     | 94     | 3  | –  | 1  | –  | 4  | 2  |
| 4  | 0   | Alexander Albon     | 12     | 89     | 1  | 1  | –  | 3  | –  | 3  |
| 5  | +1  | Sérgio Sette Câmara | 10     | 86     | –  | 2  | 2  | –  | –  | 2  |
| 6  | +1  | Antonio Fuoco       | 11     | 82     | 1  | –  | 2  | –  | 1  | –  |
| 7  | −4  | Nyck de Vries       | 12     | 75     | 1  | 2  | –  | –  | 3  | 4  |
| 8  | 0   | Jack Aitken         | 11     | 49     | 1  | 1  | –  | –  | –  | 2  |
| 9  | 0   | Luca Ghiotto        | 12     | 47     | –  | –  | 2  | –  | –  | 2  |
| 10 | 0   | Louis Delétraz      | 12     | 44     | –  | 2  | –  | –  | –  | 4  |
| 11 | +2  | Roberto Merhi       | 11     | 35     | –  | –  | 1  | –  | –  | 2  |
| 12 | −1  | Nicholas Latifi     | 12     | 34     | –  | –  | 1  | –  | 1  | –  |
| 13 | −1  | Sean Gelael         | 12     | 29     | –  | 1  | –  | –  | –  | 5  |
| 14 | 0   | Arjun Maini         | 12     | 23     | –  | –  | –  | –  | –  | 2  |
| 15 | 0   | Maximilian Günther  | 12     | 20     | –  | 1  | –  | –  | –  | 2  |
| 16 | +1  | Tadasuke Makino     | 12     | 18     | –  | –  | –  | –  | –  | 3  |
| 17 | −1  | Ralph Boschung      | 12     | 10     | –  | –  | –  | –  | –  | 6  |
| 18 | 0   | Santino Ferrucci    | 11     | 7      | –  | –  | –  | –  | –  | –  |
| 19 | 0   | Nirei Fukuzumi      | 12     | 6      | –  | –  | –  | –  | –  | 1  |
| 20 | 0   | Roy Nissany         | 12     | 0      | –  | –  | –  | –  | –  | 4  |
| P  | +/− | Kierowca            | Starty | Punkty | P1 | P2 | P3 | PP | NO | NS |

### Zespoły
| P  | +/− | Konstruktor                     | Starty | Punkty | P1 | P2 | P3 | PP | NO | NS |
| -- | --- | ------------------------------- | ------ | ------ | -- | -- | -- | -- | -- | -- |
| 1  | 0   | Carlin                          | 22     | 208    | 1  | 3  | 5  | 1  | 1  | 2  |
| 2  | 0   | ART Grand Prix                  | 23     | 181    | 5  | 2  | –  | 2  | 2  | 4  |
| 3  | +2  | Charouz Racing System           | 23     | 126    | 1  | 2  | 2  | –  | 1  | 4  |
| 4  | −1  | DAMS                            | 24     | 123    | 1  | 1  | 1  | 3  | 1  | 3  |
| 5  | +1  | Russian Time                    | 24     | 112    | 3  | –  | 1  | –  | 4  | 5  |
| 6  | −2  | Petramina Prema Theodore Racing | 24     | 104    | 1  | 3  | –  | –  | 3  | 9  |
| 7  | 0   | Campos Vexatec Racing           | 24     | 47     | –  | –  | 2  | –  | –  | 6  |
| 8  | 0   | MP Motorsport                   | 23     | 45     | –  | –  | 1  | –  | –  | 8  |
| 9  | 0   | Trident                         | 23     | 30     | –  | –  | –  | –  | –  | 2  |
| 10 | 0   | BWT Arden                       | 24     | 26     | –  | 1  | –  | –  | –  | 3  |
| P  | +/− | Konstruktor                     | Starty | Punkty | P1 | P2 | P3 | PP | NO | NS |